# Jan Dismas Zelenka
Jan Dismas Zelenka (křtěn 16. října 1679, Louňovice pod Blaníkem – noc z 22. na 23. prosinec 1745, Drážďany) byl český skladatel období vrcholného baroka. Zelenkův přínos spočívá především ve specifické a nápadité harmonizaci, dokonalosti umění kontrapunktu a originalitě instrumentace. Někdy se mu přezdívá „český Bach“.

## Život

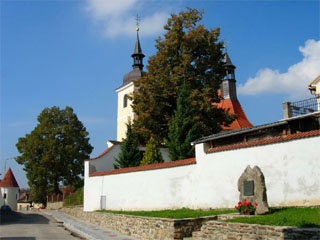
Místo, na kterém stával Zelenkův rodný dům v Louňovicích pod Blaníkem (nyní je tam pamětní deska)

Jan Dismas Zelenka se narodil v Louňovicích pod Blaníkem a byl pokřtěn 16. října 1679. Zde se mu pod vedením jeho otce Jiříka Zelenky Bavorovského (1649–1724), louňovického kantora a varhaníka, dostalo základů hudebního vzdělání. Vyšší hudební vzdělání nabyl Zelenka v Praze v jezuitské koleji Klementina, kde jsou také od roku 1704 doloženy počátky jeho kompoziční činnosti. V Praze pobýval Zelenka u svých podporovatelů, svobodných pánů Hartigů. Zelenka hrál na violon, tehdy největší a nejhlouběji laděný nástroj, patřící do třídy viola da gamba, analogický dnešnímu kontrabasu.
V roce 1710 nebo 1711 odešel Zelenka do Drážďan, kde se stal violonistou či kontrabasistou dvorní kapely saského kurfiřta a polského krále Augusta II. Silného. Důvody jeho odchodu do Saska nejsou známé a často se o nich spekuluje v tajemných souvislostech. V roce 1715 obdržel Zelenka od panovníka spolu s několika dalšími členy kapely finanční podporu na studium v Itálii. Není nijak doloženo, že by skutečně v Itálii studoval anebo tam aspoň nějakou dobu pobýval. V letech 1716–1719 však studoval ve Vídni u mistra kontrapunktu, císařského kapelníka Johanna Josepha Fuxe.
Není známo, zda Zelenka v dobách drážďanského působení navštívil vícekrát Čechy. Doložen je jediný pobyt, když pro oslavy korunovace císaře Karla VI. Habsburského českým králem v srpnu a září 1723 zkomponoval, nastudoval a provedl v pražském Klementinu rozsáhlou skladbu k alegorické hře o životě svatého Václava „Sub olea pacis et palma virtutis“ a několik svých dalších orchestrálních skladeb (mj. Ouvertura in F, Sinfonia concertante a moll, Hipocondria).
Další léta Zelenkova života už nebyla tak šťastná. V roce 1724 zemřel v Louňovicích jeho otec. V roce 1733 jmenoval nový saský kurfiřt a polský král August III., nástupce Augusta Silného, proti Zelenkovu očekávání[zdroj?] královským kapelníkem Johanna Adolfa Hasseho, skladatele oper módního italského stylu. Ačkoli Zelenka byl do určité míry italskými operami rovněž ovlivněn, práce jeho nadřízeného, vyznačující se vyhrocenou popularizací tohoto žánru, nebyla svou úrovní s významem činnosti českého skladatele zcela souměřitelná. Sám Zelenka však v roce 1733 získal post dvorního skladatele s ročním platem 550 tolarů. Na základě dalších žádostí odůvodněných mimo jiné výdaji na opisování notového materiálu, kterým vytvářel archiv dvorního katolického kostela, mu byl roční plat v roce 1736 zvýšen na 800 tolarů.
Přes velká zklamání[zdroj?] a zhoršený zdravotní stav Zelenka nadále usilovně pracoval. Lze se domnívat, že možná právě kariérní neúspěch[zdroj?] uvolnil skladateli ruce pro svobodnou tvorbu a přispěl tak nepřímo k vzniku rozsáhlého díla jedinečných kvalit. Zelenka se věnoval především práci na církevních skladbách. Složil 21 mší (jedna se nedochovala), z nichž posledních šest, označovaných jako Missae ultimae, patří k vrcholům jeho odkazu a katolické církevní hudby vůbec, dále mj. čtyři rekviem a tři oratoria a několik lamentací (Lamentace proroka Jeremiáše) pro sólový hlas s komorním instrumentálním doprovodem. Velké oblibě se těší také jeho šest Triosonát pro dva hoboje, fagot a basso continuo.
Za života získal Zelenka obdiv svých současníků, především Johanna Sebastiana Bacha, Georga Philippa Telemanna a svého pravděpodobně jediného blízkého přítele, Johanna Georga Pisendela, houslisty a po jistou dobu kapelníka Drážďanského dvorního orchestru. Kromě práce komponisty se po celý svůj život věnoval i pedagogické činnosti a vychoval řadu poměrně význačných skladatelských osobností té doby, jakými byli např. Johann Joachim Quantz, J. G. Barter či J. G. Rollig.
Zelenka trpěl chronickou srdeční vadou. Zemřel v noci z 22. na 23. prosince 1745 v Drážďanech na její komplikace a na Štědrý den ráno byl pochován. Jeho hrob na Starém katolickém hřbitově v Drážďanech (Alter Katholischer Friedhof) se nedochoval. Od roku 1996 je zde však umístěn jeho památník.
Zelenkovo dílo bylo uloženo do archivních skříní drážďanského chóru jako majetek panovníka a po dlouhou dobu nebylo možné je opisovat či vydávat. Tento zákaz porušil ale např. Bachův syn Wilhelm Friedemann Bach, když pro svého otce opsal Zelenkovo Magnificat.
Podoba Jana Dismase Zelenky není známa. Existují dvě podobizny, z nichž jedna by eventuálně mohla znázorňovat Zelenku, což však nikdy nebylo potvrzeno. Druhá, označovaná příležitostně za Zelenkův portrét, patří skladateli Johannu Josephu Fuxovi. Perokresba, na které snad Zelenka hraje na violoncello v tureckém kostýmu při příležitosti blíže nespecifikované dvorní slavnosti, pochází z databáze P. Herberta. Rysy tváře jsou však příliš nekonkrétní a mnoho o případné skladatelově podobě nevypovídají.

## Styl
Zelenkova hudba je charakteristická objevnou harmonickou představivostí, která je vždy svěží a plná energie. Skladatel znal hudbu nejrůznějších evropských regionů a často z ní čerpal, nicméně vždy s užitím originálních postupů. Jeho hudební řeč je blízká Johannu Sebastianu Bachovi, především v bohatosti kontrapunktu a invenčním zpracování fug, je však jedinečná v neočekávaných harmonických změnách a složitých rytmických strukturách. Zelenka je často považován za Bachův katolický protipól. Některá jeho díla, především instrumentální, ve kterých se projevuje jeho virtuozita hráče na basové resp. smyčcové nástroje, jsou některými odborníky považována za „utopická“, vyžadující od instrumentalisty neobvykle vysokou technickou a výrazovou kvalitu.
Zelenkova hudba je výrazně ovlivněna českou lidovou hudbou tehdejší doby. Tím pokračuje v tradici české národní hudby, založené dílem Adama Michny z Otradovic a kulminující mnohem později v dílech skladatelů romantismu Bedřicha Smetany a Antonína Dvořáka a modernistů 20. století Leoše Janáčka a Bohuslava Martinů.

## Znovuobjevení Zelenkova díla

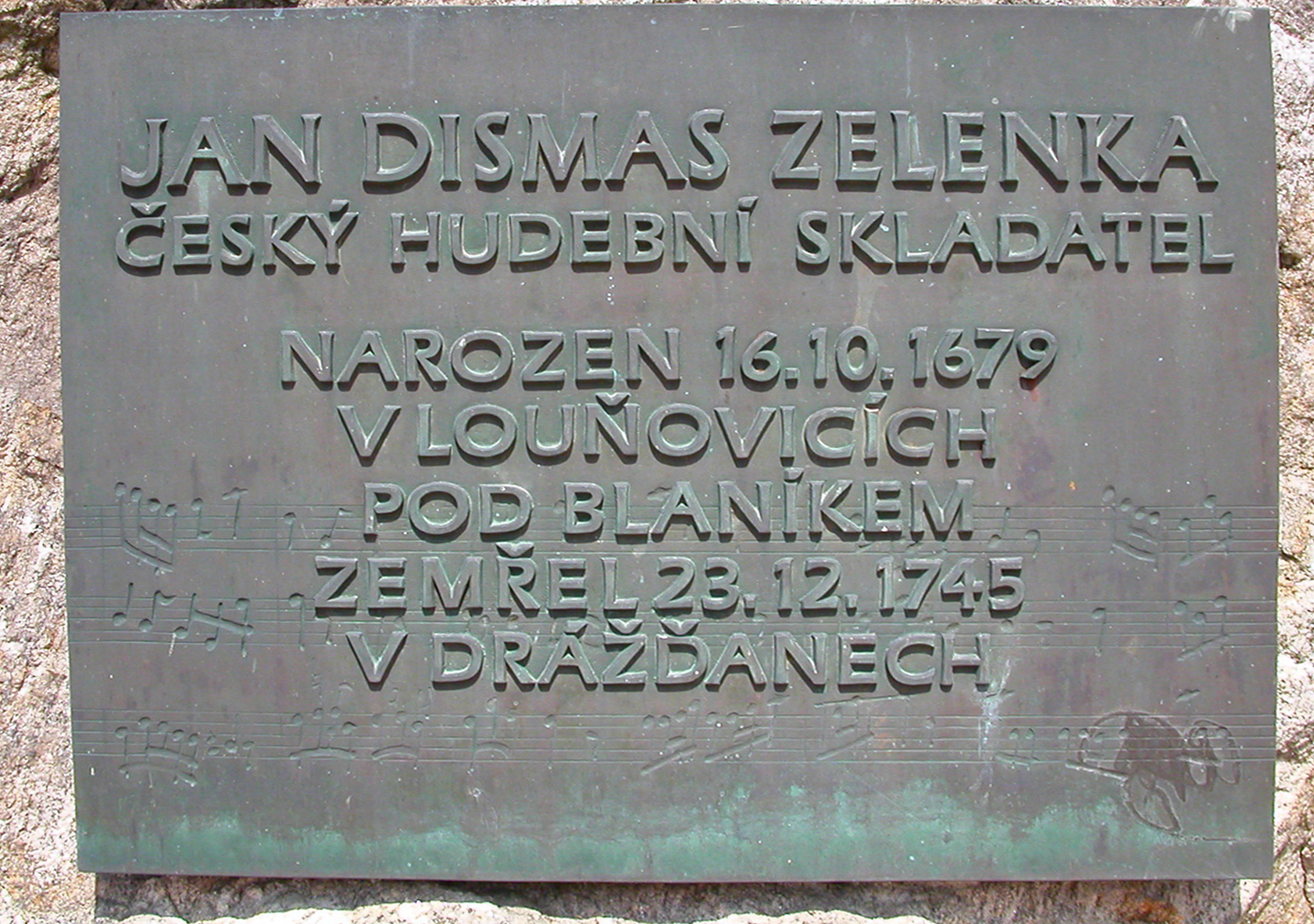
Pamětní deska Jana Dismase Zelenky v Louňovicích pod Blaníkem

O znovuobjevení Jana Dismase Zelenky v Čechách se zasloužil nejprve svým upozorněním František Palacký, fakticky pak Bedřich Smetana, který v drážďanském archivu opsal a v Praze na slavnostech Novoměstského divadla v roce 1863 uvedl jednu ze Zelenkových orchestrálních suit. Do té doby to nebylo možné, neboť Zelenkovo dílo bylo výlučně majetkem saského panovníka, který k němu neumožnil přístup (s výjimkou výše uvedeného opisu W. F. Bacha), což byl hlavní důvod k tomu, že skladatelovo dílo bylo na více než sto let zapomenuto. V období rozvinutého romantismu nebyl zájem o barokní hudbu aktuální, proto ani Smetanův pokus – jakkoli významný v historickém kontextu – Zelenkovu dílu nedokázal přinést plnou renesanci. Až obecně vzrůstající zájem o hudbu barokní doby po druhé světové válce přinesl též postupné objevování Zelenkovy tvorby. Jedním z důvodů nedokonalé renesance Zelenkova díla je také skutečnost, že drážďanský archiv byl za války částečně zničen bombardováním, což nepřežila řada Zelenkových notací.
Zájem o Zelenkovu tvorbu vzrůstal zejména od konce 50. let 20. století. Zásadní význam mělo v této souvislosti první provedení některých Zelenkových skladeb Milanem Munclingerem a jeho souborem Ars rediviva. V letech 1958–1960 to byly tři triové sonáty. Koncem šedesátých let soubor Ars rediviva jako první provedl a poté i nahrál souborně všech šest těchto sonát. V roce 1963 byla provedena „Sinfonia concertante“ a v roce 1969 se udála vynikající interpretace skladby „Lamentationes Jeremiae prophetae“ (Nářky Jeremiášovy) se sólisty Karlem Bermanem, Neddou Casei a Theo Altmeyerem. Všechny tyto skladby (v realizaci Milana Munclingera) byly zároveň u nás poprvé zachyceny na nahrávkách pro Supraphon.
Významnou zásluhu o znovuobjevení a skutečné ocenění Zelenkovy hudby mají v současnosti nové české soubory, interpretující barokní hudbu s použitím dobových nástrojů. Jedná se o soubory Musica Florea pod vedením Marka Štryncla, Collegium 1704 vedené Václavem Luksem, Ensemble Inégal pod vedením Adama Viktory, Capella Regia Musicalis či Collegium Marianum Jany Semerádové. V jejich podání lze obdivovat světové premiéry nahrávek Zelenkových děl, mezi kterými vynikají zejména Sub olea pacis et palma virtutis (conspicua orbi regia Bohemiae Corona – Melodrama de Sancto Wenceslao) – rozsáhlá vokálně instrumentální skladba k poctě svatého Václava, Missa Sanctissimae Trinitatis, Miserere či Rekviem d-moll v podání uskupení Musica Florea, Litanie Lauretanae „Consolatrix afflictorum“ a Missa purificationis, koncipovaná jako missa solemnis s velkolepým nástrojovým obsazením, provedenou Ensemble Inégal či Officium defunctorum, Missa Votiva, I Penitenti al Sepolchro del Redentore a instrumentální skladby v diskografii Collegia 1704. Mnohé z nových nahrávek získaly prestižní mezinárodní hudební ceny a kritiky jsou přijímány s obdivem a uznáním.
Také v Německu se několik souborů intenzívně věnuje interpretaci Zelenkova díla. Je nutno jmenovat zejména soubory ze Stuttgartu, a to barokní orchestr a komorní pěvecký sbor, vedené Friederem Berniusem.
K poctě Jana Dismase Zelenky vznikl v roce 1984 festival Podblanický hudební podzim, od roku 2014 je pořádán také mezinárodní Zelenka Festival Prague.

## Dílo

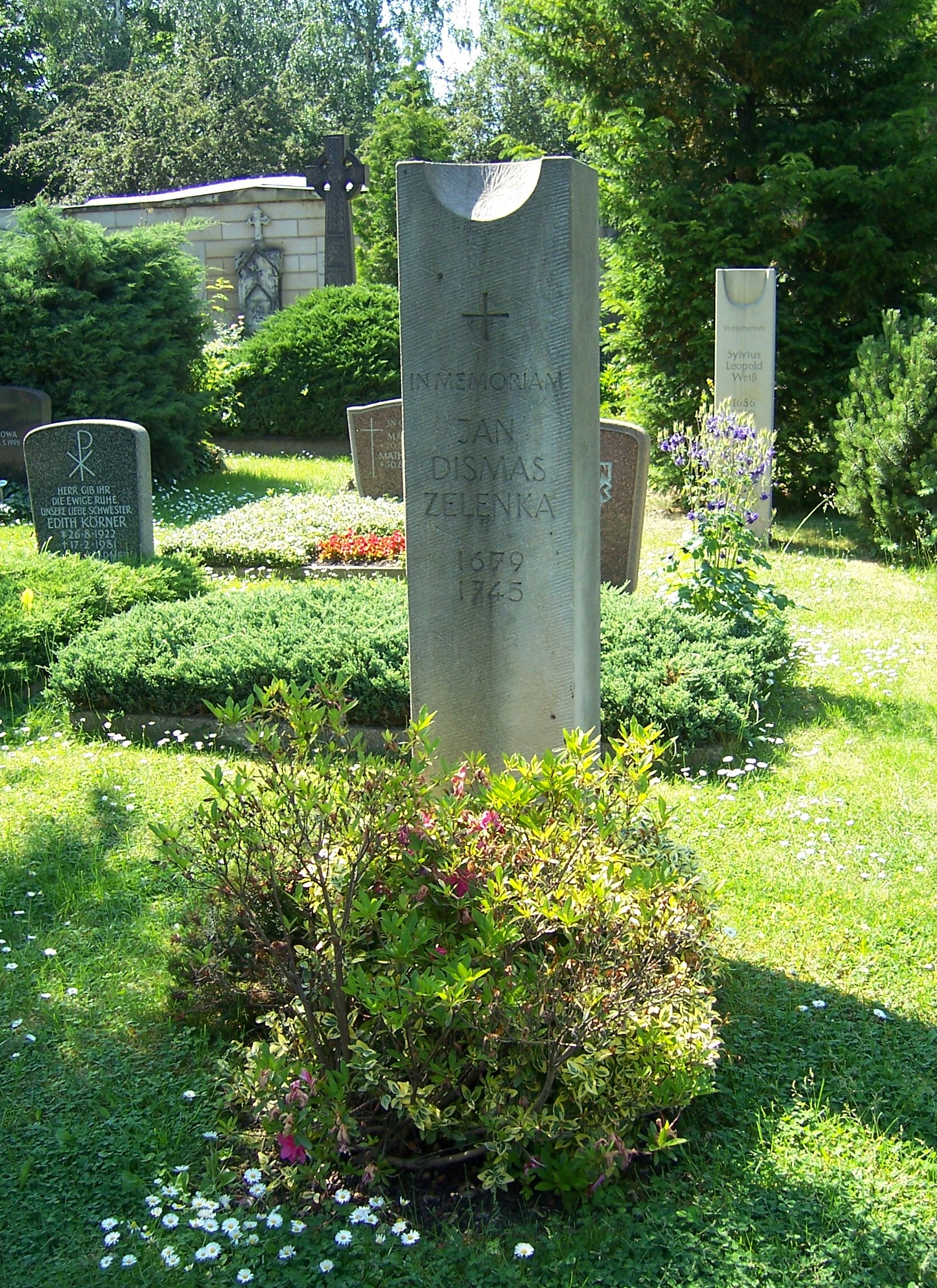
Náhrobek Jana Dismase Zelenky na starém katolickém hřbitově v Drážďanech

Kompletní seznam Zelenkovy tvorby obsahuje téměř 250 skladeb převážně duchovní hudby, z toho 21 mší (jedna se nedochovala), čtyři rekviem, tři rozsáhlá oratoria, dvě Magnificat a Te Deum, třináct litanií, mnoho žalmů, hymnů a antifon. K nejdůležitějším z nich patří především mše, vytvořené v posledních deseti letech jeho života, oratoria a litanie. Ke skladbám, které představují vrchol jeho tvorby světské a současně i reprezentují éru vrcholného baroka, patří „Sub olea pacis et palma virtutis“ a jeho instrumentální skladby. Kompletní seznam Zelenkových děl (Zelenkas Werk-Verzeichnis, ZWV) vytvořil německý hudební vědec Wolfgang Reich.

### Mše a rekviem
- Missa Sancta Caeciliae, G-Dur, c. 1711 (ZWV 1)
- Missa Judica me, F-Dur, 1714 (ZWV 2)
- Missa Corporis Domini, C-Dur, c. 1719 (ZWV 3)
- Missa Sancti Spiritus, D-Dur, 1723 (ZWV 4)
- Missa Spei, C-Dur, 1724 (ZWV 5, ztracena)
- Missa Fidei, C-Dur, 1725 (ZWV 6)
- Missa Paschalis, D-Dur, 1726 (ZWV 7)
- Missa Nativitatis Domini, D-Dur, 1726 (ZWV 8)
- Missa Corporis Dominici[9], D-Dur, 1727 (ZWV 9, ztracena[9])
- Missa Charitatis, D-Dur, 1727 (ZWV 10)
- Missa Circumcisionis D.N.J.C., D-Dur, 1728 (ZWV 11)
- Missa Divi Xaverii, D-Dur, 1729 (ZWV 12)
- Missa Gratias agimus tibi, D-Dur, 1730 (ZWV 13)
- Missa Sancti Josephi, D-Dur, c. 1731 (ZWV 14)
- Missa Eucharistica, D-Dur, 1733 (ZWV 15)
- Missa Purificationis BVM, D-Dur, 1733 (ZWV 16)
- Missa Sanctissimae Trinitatis, a-moll, 1736 (ZWV 17)
- Missa Votiva, e-moll, 1739 (ZWV 18) [10]
- Missa Dei Patris, C-Dur, 1740 (ZWV 19)
- Missa Dei Filii, C-Dur, c. 1740 (ZWV 20)
- Missa Omnium Sanctorum, a-moll, 1741 (ZWV 21)
- Missa Theophorica a due cori (ZWV 241, ztracena[9])
- Requiem c-moll, ZWV 45
- Requiem D-dur, 1733, ZWV 46
- Officium Defunctorum, ZWV 47
- Requiem d-moll, c. 1731, ZWV 48
- Requiem F-dur, před 1730, ZWV 49

### Oratoria
- Il Serpente di bronzo, 1730, ZWV 61
- Gesù al Calvario, 1735, ZWV 62
- I penitenti al sepolchro del Redentore, 1736, ZWV 63

### Litanie
- Litaniae de Venerabili Sacramento (2), ZWV 147, 148
- Litaniae Lauretanae, ZWV 149, 150
- Litaniae Lauretanae „Consolatrix afflictorum“, 1744, ZWV 151
- Litaniae Lauretanae „Salus infirmorum“, 1744, ZWV 152
- Litaniae Omnium Sanctorum, c. 1735, ZWV 153
- Litaniae Xaverianae, (2), ZWV 154, 155
- Litaniae de Sancto Xaverio, 1729, ZWV 156

### Žalmy a hymny
- Dixit Dominus, (4), ZWV 66 - 69
- Confitebor tibi Domine, (5), ZWV 70 - 74
- In exitu Israel, (2), ZWV 83 - 84
- Lauda Jerusalem (3), ZWV 102 - 104
- Laudate pueri, (5), ZWV 78 - 82
- Ave maris stella d-moll, c.1726, ZWV 110
- Deus tuorum militum, c.1729, ZWV 113
- Chvalte Boha silného, ZWV 165
- Alma Redemptoris Mater (5), ZWV 123-127
- Ave Regina coelorum, (6 settings), ZWV 128
- Regina coeli, (6) ZWV 129-134
- Salve Regina, (7), ZWV 135-141

### Ostatní liturgická a duchovní hudba
- Te Deum d-moll, c.1724, ZWV 145
- Te Deum D-dur, 1731, ZWV 146
- Magnificat c-moll, c. 1727, ZWV 107
- Magnificat D-dur, 1725, ZWV 108
- De profundis (4), ZWV 50, 95 - 97
- Miserere D-dur, 1722, ZWV 56 [STB, soli; SATB, ch.; 3Trbn.; 2Ob.; 2Vn.; 2Va.; B.c.]
- Miserere c-moll, 1738, ZWV 57
- Lamentationes Ieremiae Prophetae, ZWV 203
- Responsoria pro hebdomada (27), ZWV 55

### Světská díla
- Sub olea pacis et palma virtutis (conspicua orbi regia Bohemiae Corona – Melodrama de Sancto Wenceslao), 1723, ZWV 175
- Il Diamante, ZWV 177

### Instrumentální skladby
- Trio or Quartet Sonatas nos. 1-6, c. 1721, ZWV 181
- Capriccio no. 1 (D), c. 1717, ZWV 182
- Capriccio no. 2 (G), 1718, ZWV 183:
- Capriccio no. 3 (F), c. 1718, ZWV 184
- Capriccio no. 4, (A), 1718, ZWV 185
- Concerto à 8 Concertanti, 1723, ZWV 186
- Hipocondrie à 7 Concertanti, 1723, ZWV 187
- Ouverture à 7 Concertanti, 1723, ZWV 188
- Simphonie à 8 Concertanti, 1723, ZWV 189
- Capriccio no.5 (G), 1729, ZWV 190

## Reprezentativní diskografie
- Orchestrální skladby – Ouverture, ZWV 188, Sinfonia concertante, ZWV 189, Ars Rediviva, Martinů Chamber Orchestra, 1963, LP, Supraphon
- Lamentationes - abbreviated version of „Lamantationes Ieremiae prophatae“, Ars Rediviva (Milan Munclinger), 1969, LP, Supraphon
- The Orchestral Works - Camerata Bern, 3 CD, 1989, Universal Records
- Trio Sonatas 1-6, 2 CD, 1993, Studio Matouš
- Missa Sanctissimae Trinitatis, Musica Florea (Marek Štryncl), CD, 1994, Studio Matouš
- Requiem In D Minor; ZWV 48, Miserere In C Minor; Psalm 50, ZWV 57, CD, 1995, Supraphon
- Magnificat, ZWV 108; De profundis, ZWV 96; Litaniæ Omnium Sanctorum, ZWV 153, Salve Regina, ZWV 137) - Česká filharmonie a sbor, CD, 1998, Supraphon
- Missa Dei Patris - Barockorchester Stuttgart, Kammerchor Stuttgart (Frieder Bernius), CD, 2001, Carus
- Sub olea pacis et palma virtutis - Musica Florea, Musica Aeterna, Ensemble Philidor, Boni Pueri (Marek Štryncl), 2 CD, 2001, Supraphon; světová premiéra
- Gesù Al Calvario - Das Kleine Konzert, Rheinische Kantorei (Hermann Max), CD, 2001, Capriccio
- Lamentations Of Jeremiah - Chandos Baroque Players, CD, 2002, Helios
- Complete Orchestral Works - Das Neu-Eröffnete Orchester (Jürgen Sonnentheil), 3 CD, 2002, CPO
- I penitenti a sepolcro del Redentore, Capella Regia Musicalis (Robert Hugo) & sólisté, Magdalena Kožená (mezzosoprán), CD, 2004, Supraphon
- I penitenti a sepolcro del Redentore ZWV 63, Collegium 1704, Collegium Vocale 1704 (Václav Luks), CD, 2009, Zig-Zag Territoires
- Missa Dei Filii, Litaniae Laurentanae "Salus Infirmorum" - Taffelmusik (Frieder Bernius), CD, 2004, Deutsche Harmonia Mundi
- Composizioni per orchestra - Collegium 1704 (Václav Luks), CD, 2005, Supraphon
- Il serpente di bronzo - Ensemble Inégal (Adam Viktora), CD, 2005, Nibiru
- Missa purificationis Beatae Virginis Mariae - Ensemble Inégal (Adam Viktora), CD, 2007, Nibiru
- Missa votiva ZWV 18 - Collegium 1704, Collegium Vocale 1704 (Václav Luks), CD, 2008, Zig-Zag Territoires
- Il Diamante (Serenata ZWV 177), Ensemble Inégal, Prague Baroque Soloists (Adam Viktora), 2 CD, 2009, Nibiru
- Missa Sancti Josephi ZWV 14, Litaniae Xaverianae ZWV 155 - Ensemble Inégal, Prague Baroque Soloists (Adam Viktora), CD, 2011, Nibiru
- Officium Defunctorum ZWV 47 / Requiem ZWV 46, Collegium 1704 / Collegium Vocale 1704 (Václav Luks), 2 CD, 2011, Accent (Note 1 Musikvertrieb)
- Sepolkra ZWV 58-60, Collegium Marianum (Jana Semerádová), CD, v edici Hudba Prahy 18. století, 2011, Supraphon
- Missa Omnium Sanctorum ZWV 21, Barbara dira effera ZWV 164, Christe eleison ZWV 29 - Ensemble Inégal, Pražští Barokní Sólisté (Adam Viktora), CD, 2011 Nibiru
- Missa Sanctissimae Trinitatis ZWV 17, Gaude laetare ZWV 168 - Ensemble Inégal, Pražští Barokní Sólisté (Adam Viktora), CD, 2012 Nibiru
- Missa Paschalis, ZWV 7, Litanie omnium Sanctorum, ZWV 53 - Ensemble Inégal, Pražští Barokní Sólisté (Adam Viktora), CD, 2013 Nibiru
- Psalmi Vespertini I, Ensemble Inégal, Pražští Barokní Sólisté (Adam Viktora), CD, 2015 Nibiru